# Embrujo en Cerros Blancos
 Embrujo en Cerros Blancos  es una película de Argentina dirigida por Julio C. Rossi sobre el guion de Carlos Alberto Orlando basado en la adaptación de Roberto Socoll y Oscar Magdalena que se estrenó el 26 de mayo de 1955 y que tuvo como protagonistas a Elisa Christian Galvé, Rolando Chaves y Nathán Pinzón. Fue filmada en colores y en escenarios naturales. Su primer título fue La Novia del Yeti.

## Sinopsis
Un grupo de campesinos recupera un pedazo de tierra sobre el que pesaba una maldición.

## Reparto
- Elisa Christian Galvé
- Rolando Chaves
- Nathán Pinzón
- Raúl del Valle
- Liana Noda
- Alfredo Sergio
- Tota Ferreiro
- Mónica Mores
- José Ozaeta
- Enrique Dip
- Cristina Appes
- Pedro A. Caneva

## Comentarios
El Mundo dijo de la película:

”Cine primario e inadmisible.”

Manrupe y Portela describen el filme como:

”La abominable película de las nieves.”